# Henrik Dagård
Henrik Dagård (né le 7 août 1969 à Halmstad) est un ancien athlète suédois spécialiste du décathlon.

## Palmarès

### Championnats du monde d'athlétisme en salle
- Championnats du monde d'athlétisme en salle 1995 à Barcelone,  Espagne
  -  Médaille de bronze de l'heptathlon

### Championnats d'Europe d'athlétisme
- Championnats d'Europe d'athlétisme 1994 à Helsinki,  Finlande
  -  Médaille d'argent du décathlon

### Championnats d'Europe d'athlétisme en salle
- Championnats d'Europe d'athlétisme en salle 1994 à Paris,  France
  -  Médaille d'argent de l'heptathlon